# Mehrun
Mehrun fou un estat tributari protegit del tipus istimrari, condedit en feu per Jodhpur al districte d'Ajmer, governat per una dinastia rathor del clan Jodha. Els seus ingressos s'estimaven en 20.000 rúpies. L'estat fou fundat per Karan Singh, segon fill de Thakur Sujan Singh de Junian.

## Llista de thakurs
- Thakur Karan Singh
- Thakur Nahar Singh (fill)
- Thakur Abhay Singh (fill)
- Thakur Anup Singh (fill)
- Thakur Jagat Singh (fill) ?-1811
- Thakur Bharat Singh (fill) 1811-1842
- Thakur Jawahir Singh (adoptat 1842, fill de Ishwari Singh, net de Bahiron Singh i besnet de Anand Singh (germà d'Anup Singh)
- Thakur Kalu Singh (germà)
- Thakur Devi Singh (nebot, fill de Bhawani Singh el germà de Kalu Singh)